# Speicherpool
Ein Speicherpool, auch Memory Pool genannt, ist ein dynamischer Speicher mit festen Blockgrößen. Speicherpools werden häufig in Echtzeitsystemen eingesetzt, um deterministisches Verhalten zu gewährleisten, da dynamische Speicherverwaltungen mit beliebiger Blockgröße (Heap) zur externen Fragmentierung des Speichers führen.